# Charles Munger

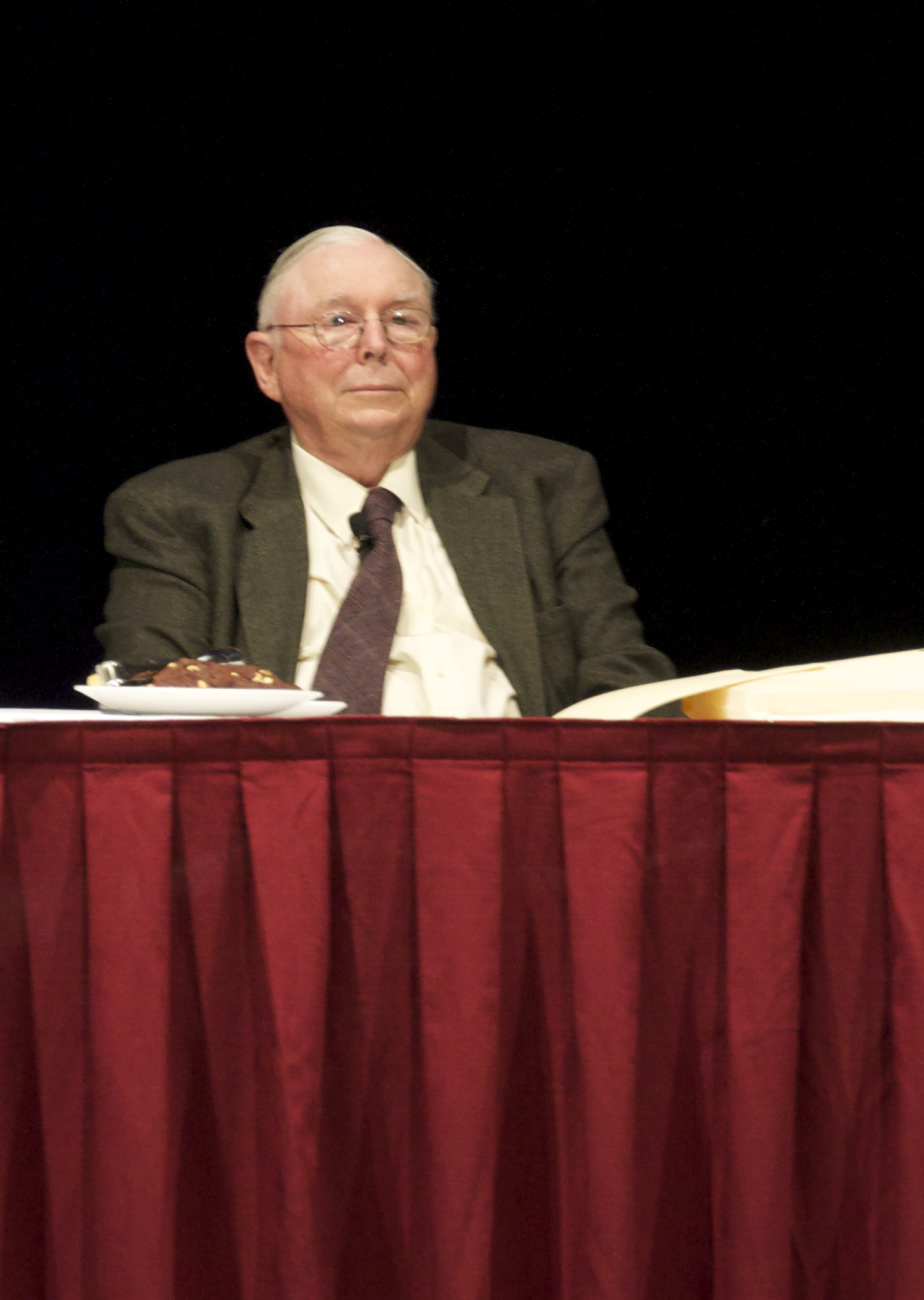
Charles Thomas Munger

Charlie Munger, właśc. Charles Thomas Munger (ur. 1 stycznia 1924 w Omaha, Nebraska, USA, zm. 28 listopada 2023 w Santa Barbara) – amerykański inwestor giełdowy, wiceprezes Berkshire Hathaway, korporacji prowadzącej zróżnicowaną działalność inwestycyjną, zarządzanej przez amerykańskiego miliardera Warrena Buffetta.

## Życiorys
Podobnie jak Buffett pochodził z Omaha. Po studiach na University of Michigan i służbie w U.S. Navy wstąpił na Harvard Law School. Stopień dr. prawa uzyskał w 1948 r. Był współzałożycielem spółki zajmującej się obrotem nieruchomościami Munger, Tolles & Olson, gdzie też pracował do 1968 r. Zaprzestał wtedy praktyki prawniczej i skoncentrował się na inwestowaniu.
Munger był również prezesem Wesco Financial Corporation, firmy należącej w ponad 80% (2007) do Berkshire Hathaway. Zaczynała ona jako towarzystwo oszczędnościowo-pożyczkowe, ale obecnie kontroluje m.in. Precision Steel Corp., CORT Furniture Leasing oraz Kansas Bankers Surety Company. Wesco Financial posiada portfel inwestycyjny wartości ponad mld dolarów z takimi aktywami jak np. Coca-Cola, American Express, Wells Fargo czy Procter & Gamble. Strategia inwestycyjna jaką się posługiwał pozwala na inwestycje w jeden walor maksymalnie do 50% wartości portfela. Charlie Munger, bo tak często nazywany był w kręgach finansistów, uważał, że takie skoncentrowane inwestowanie, oparte na akcjach firm, które zna bardzo dobrze, przynosi w długim okresie wysokie stopy zwrotu. Wesco z siedzibą w Pasadenie w Kalifornii stało się miastem rodzinnym Mungera i miejscem corocznych spotkań z akcjonariuszami. Zebrania te w świecie zawodowych inwestorów są niemalże owiane legendą, prawie jak te które współorganizował z Warrenem Buffettem w Omaha. Są one często pobieżne, lecz Munger nawiązywał odpowiednio długi kontakt z akcjonariuszami Wesco, czasem spekulując co zrobiłby w danej sytuacji jego idol, Benjamin Franklin.
Buffett często publicznie oświadczał, że uważa Mungera za swojego „partnera”. Istotnie, Charles Munger sam posiadał wystarczająca liczbę akcji Berkshire Hathaway, by można było go nazwać miliarderem. W 2007 roku jego majątek szacowany był na 1,7 mld dolarów. Był on przy tym wiernym zaprzeczeniem postaci Buffetta. Munger znany był jako republikanin, natomiast Buffett generalnie popierał demokratów. Buffett poświęca prawie cały swój czas wyłącznie na swoje interesy, podczas gdy Munger, który nie uczestniczył w operacjach bieżących Berkshire od lat, jest generalistą, dla którego inwestowanie to tylko jedno z szerokiego kręgu zajęć biznesowych. Obaj uważali, że różnice pomiędzy nimi raczej zacieśniają niż pogarszają ich relacje.
W 1991 roku bank inwestycyjny Salomon Brothers został przyłapany na przedstawianiu fałszywych ofert w stosunku do Ministerstwa Skarbu. Pomiędzy grudniem 1990 a majem 1991 roku manipulował on w ten sposób wyceną obligacji dla własnych korzyści. W tym czasie Berkshire Hathaway posiadało 14% udziałów w tej spółce, a Munger był jej prezesem.
Munger wspierał amerykańskie uczelnie: Uniwersytetowi Stanford podarował 500 akcji Berkshire Hathaway serii A, wartych 43,5 mln dolarów, na cele budowy akademików dla Stanford Law School. Nie był studentem tej szkoły, lecz jego absolwentką oraz członkiem Rady Uczelni była pierwsza żona Mungera, Nancy. Jej córka, Wendy Munger (A.B., 1972, Stanford University) obecnie także jest członkiem Rady. W 2007 roku Munger przekazał środki na cele remontowe University of Michigan Law School.

## Książki
- (ang.) Lowe, Janet (2000) Racja! Miliarder Charlie Munger – za kulisami Berkshire Hathaway (Damn Right! Behind the scenes with Berkshire Hathaway billionaire Charlie Munger), John Wiley & Sons (ISBN 0-471-24473-2)
- Kaufman, Peter (2000, 2006) Almanach biednego Charliego. Mądrość i dowcip Charlesa T. Mungera (Poor Charlie’s Almanack: The Wit and Wisdom of Charles T. Munger) (ang.)